# Секо Аюму
Аюму Секо (яп. 瀬古 歩夢, нар. 7 червня 2000, Осака) — японський футболіст, захисник клубу «Сересо Осака».

## Клубна кар'єра
Народився 7 червня 2000 року в місті Осака. Вихованець футбольної школи клубу «Сересо Осака». Дорослу футбольну кар'єру розпочав 2019 року в основній команді того ж клубу, кольори якої захищає й донині.

## Виступи за збірні
У складі юнацької збірної Японії взяв участь у юнацькому (U-16) кубку Азії в Індії у 2016 році, ставши півфіналістом турніру, а з командою до 17 років мав зіграти на юнацькому чемпіонаті світу 2017 року в Індії, але через травму був змушений пропустити турнір.
У 2018 році у складі збірної Японії до 19 років Секо взяв участь в юнацькому (U-19) кубку Азії в Індонезії. На турнірі він допоміг своїй команді здобути бронзові медалі турніру. Цей результат дозволив команді до 20 років кваліфікуватись на молодіжний чемпіонат світу 2019 року у Польщі, куди поїхав і Аюму.